# 石奇珠
石奇珠（1960年8月19日—），广东增城人，广州市地方官员。曾任广州市人大常委会主任。

## 简历
1979年6月，参加工作，1986年12月，加入中国共产党。初为增城县公安基层干部。1994年5月后，任增城市公安局副局长、公安局政委；1998年3月后，任增城市委常委、政法委副书记、公安局党组书记、局长；1999年11月后，任花都市委常委、政法委副书记、公安局党委书记、局长。2000年6月后，任花都区委常委、区委政法委副书记、区公安分局局长、党委书记。2002年12月后，任花都区委副书记、区纪委书记、区委政法委副书记、区公安分局局长、党委书记；2003年3月后，任花都区委副书记、区纪委书记。
2006年7月后，任萝岗区委副书记，后兼任区委党校校长；2008年3月后，任广州开发区党工委副书记、萝岗区委副书记兼任区委党校校长；2009年2月后，兼任广州开发区管委会副主任，以及萝岗区区长、区政府党组书记；2010年12月后，兼任中新广州知识城管委会副主任。
2011年8月，任广州市天河区委书记、区人大常委会党组书记；2015年7月，汕尾市委书记、市人大常委会主任。2020年2月调任广州市人大常委会党组书记；6月，任广州市人大常委会主任。